# Megachile picicornis
Megachile picicornis là một loài Hymenoptera trong họ Megachilidae. Loài này được Morawitz mô tả khoa học năm 1853.